# Hugo Glanz von Eicha
Hugo Glanz von Eicha, též Hugo von Glanz-Eicha (9. prosince 1848 Sibiň – 9. června 1915 Vídeň), byl rakousko-uherský, respektive předlitavský šlechtic, státní úředník a politik, koncem 19. století ministr obchodu Předlitavska ve vládě Kazimíra Badeniho.

## Biografie
Byl důstojníkem v rakouské armádě, pak studoval práva a vstoupil do státních služeb. Pracoval jako úředník na ministerstvu zahraničních věcí, později ministerstvu obchodu. V letech 1875-1878 se podílel na dojednávání obchodní smlouvy s Itálií. V roce 1891 se stal sekčním šéfem.
Vrchol jeho politické kariéry nastal za vlády Kazimíra Badeniho, v níž se stal ministrem obchodu Předlitavska. Funkci zastával v období 30. září 1895 – 30. listopadu 1897. Angažoval se v obchodním vyjednávání mezi Předlitavskem a Uherskem, nesouhlasil s vládní národnostní politikou a s Badeniho jazykovými nařízeními.
Po odchodu z vlády se stal prezidentem Anglo-Österreichische Bank. V roce 1907 byl jmenován členem Panské sněmovny, kde zastupoval Mittelpartei.